# 东礁
东礁（越南语：／），西方文献称为 East Reef 或 East London Reef，中国渔民俗称大铜铳，是一座位于南海南沙群岛尹庆群礁中的环礁，因位于尹庆群礁东部，故得名，距离中国控制的华阳礁9.5海里。
东礁东西长约13公里，环礁宽约2～4公里，礁湖水深7.5～15米，环礁西南侧有两个礁门。
1935年中华民国水陆地图审查委员会公布名称为“东零丁礁”。1947年中華民國內政部方域司及1983年中华人民共和国中国地名委员会公布名称均为“东礁”。1988年越南占领东礁，并在该礁建有四座礁堡，驻军两个排。中国聲称对其拥有主权。